# Belumai II
Belumai II is een bestuurslaag in het regentschap Rejang Lebong van de provincie Bengkulu, Indonesië. Belumai II telt 1536 inwoners (volkstelling 2010).